# Излизане в открития космос
Излизане в открития космос (на английски: Extra-vehicular activity или съкр. (EVA) е действие, извършено от космонавт, който се намира в космическото пространство и е извън борда на космически кораб. Терминът по-често се използва за разходка, направена извън космически кораб, обикалящ около Земята – космическа разходка, но може да се отнася и за разходка, направена по повърхността на Луната – лунна разходка.

## Определение
Поради различните конструкции на ранните космически кораби космическите програми на САЩ и СССР дефинират термина „излизане в открития космос“ по различен начин. Руснаците го определят като състояние на космонавта във вакуум. Американците считат, че излизането е започнало, когато скафандърът бъде включен към собственото си автономно захранване.

## История
На 18 март 1965 г. Алексей Леонов излиза през шлюза на космическия кораб Восход 2 в откритото космическо пространство, привързан със специално здраво въже. Престоят извън кабината на Восход е 21 минути, а извън шлюза в открития космос – 12 минути, при което се отдалечава от кораба на разстояние до 5 м. Това е първото излизане на човек извън борда на космически кораб в откритото космическо пространство.
На 3 юни 1965 г. Едуард Уайт осъществява второто (първо за астронавт от САЩ) излизане на човек извън борда на космическия кораб в открития космос. Престоят извън Джемини 4 е 22 минути, през които астронавтът се опитва да маневрира на разстояние от 5 до 10 м с помощта на специално разработен реактивен пистолет. Поради повреда в механизма за подаване на реактивна тяга опитите са прекратени след няколко минути.
Между 1969 и 1972 г. дванадесет американски астронавти осъществяват лунни разходки по време на полетите на космическите кораби Аполо 11, Аполо 12, Аполо 14, Аполо 15, Аполо 16 и Аполо 17. Юджийн Сърнън е човекът с най-продължителни лунни разходки – общото време на лунната повърхност на астронавта е 24 часа и 11 минути. По време на лунната програма са правени космически разходки на окололунна орбита. На 5 август 1971 г. Алфред Уордън става единственият човек, осъществил космическа разходка от 38 минути, докато командният модул на Аполо 15 е на невидимата страна на Луната.
Първата жена, осъществила космическа разходка, е Светлана Савицка на 25 юли 1984 г. от борда на космическата станция Салют-7. Излизането в открития космос на Савицка е с продължителност 3 часа и 35 минути.
На 7 февруари 1984 г. по време на мисия STS-41B астронавтът Брюс Маккендлес осъществява първото автономно придвижване в открития космос с помощта на автономна маневрена единица (на английски: Manned Maneuvering Unit – MMU).
Най-продължителната космическа разходка (еднократно излизане) – 8 часа и 56 минути е осъществена на 11 март 2001 г. от астронавтите Сюзан Хелмс и Джеймс Вос по време на мисията STS-102.

## Опасности
Излизанията в открития космос са опасни поради много различни причини. Основната е сблъсък с космически отломки. Скоростта, която се развива в орбита на 300 км над Земята (типично за мисия на совалка), е 7,7 км/с. Това е скорост приблизително десет пъти по-висока от скоростта на куршум. Това означава, че частица приблизително 100 пъти по-малка от куршум ще има същия ефект при тази скорост. Почти всяка космическа мисия създава още орбитиращи отломки, така че този проблем ще става все по-сериозен.
Друга опасност идва от факта, че външните условия в космоса се симулират по-трудно преди началото на мисията, въпреки че приблизителни симулации могат да се осъществят в съоръжения като хидролабораториите в тренировъчния център „Гагарин“ в Звездния град и лабораторията за неутрална плаваемост на НАСА. Излизания в космоса не са рутинни операции заради техния риск. Поради това те се планират към края на разработката на проекта, когато се открият проблеми, а понякога и по време на самата мисия. Изключителната опасност на излизанията в открития космос неизбежно води до емоционално напрежение за космонавтите.
Други възможни проблеми включват отделяне на космонавта от кораба или пробиване на скафандъра, което би довело до дехерметизация и би причинило хипоксия и бърза смърт, ако космонавтът не се внесе бързо в херметизиран космически кораб.
Един космонавт е претърпявал пробиване на скафандъра. По време на мисията STS-37 малка пръчка пробива ръкавицата на един от космонавтите (името му не е разкрито, но е бил или Джери Рос или Джером Апт). Пробилият обект се задържа на място и не причинява осезаема дехерметизация и не е забелязан до благополучното прибиране на космонавтите в Атлантис.
Излизането в открития космос на Алексей Леонов също не минава безпрепятствено. По време на излизането скафандърът на Леонов се издува до такава степен, че не могъл да влезе и да затвори вратата на шлюза на Восход 2. Тъй като дишал чист кислород, успял да намали налягането на скафандъра си до под 28 kPa и с усилие да се прибере.
Към 2012 г. не е имало катастрофални инциденти по време на излизане в космоса и никой космонавт не е загивал по време на такова. Имайки предвид значителната опасност, присъща на излизането в космоса, и риска за космонавтите, някои учени работят върху развитието на дистанционно управляеми роботи за външна строителна работа, за да се премахне или намали нуждата от излизания на хора в открития космос.

## Най-добри постижения към 2013 година
| Номер | Астронавт/Космонавт         | Агенция | Брой излизания | Сумарно време |
| ----- | --------------------------- | ------- | -------------- | ------------- |
| 1     | Анатолий Соловьов ( Русия)  | РКА     | 16             | 82:22         |
| 2     | Майкъл Лопес-Алегриа ( САЩ) | НАСА    | 10             | 67:40         |
| 3     | Джери Рос ( САЩ)            | НАСА    | 9              | 58:32         |
| 4     | Джон Грунсфелд ( САЩ)       | НАСА    | 8              | 58:30         |
| 5     | Санита Уилиамс ( САЩ)       | НАСА    | 7              | 50:40         |
| 6     | Стивън Смит ( САЩ)          | НАСА    | 7              | 49:48         |
| 7     | Едуард Финки ( САЩ)         | НАСА    | 9              | 48:37         |
| 8     | Майкъл Фосъм ( САЩ)         | НАСА    | 7              | 48:32         |
| 9     | Стивън Боуен ( САЩ)         | НАСА    | 7              | 47:18         |
| 10    | Скот Паразински ( САЩ)      | НАСА    | 7              | 47:05         |
| 11    | Джоузеф Танър ( САЩ)        | НАСА    | 7              | 46:29         |
| 12    | Робърт Кърбийм ( САЩ)       | НАСА    | 7              | 45:34         |
| 13    | Николай Бударин ( Русия)    | РКА     | 8              | 44:25         |
| 14    | Дъглас Уилок ( САЩ)         | НАСА    | 6              | 43:30         |
| 15    | Джеймс Нюман ( САЩ)         | НАСА    | 6              | 43:13         |
| 16    | Юрий Онуфриенко ( Русия)    | РКА     | 8              | 42:33         |
| 17    | Ричард Линехан ( САЩ)       | НАСА    | 6              | 42:23         |
| 18    | Ендрю Фойстъл ( САЩ)        | НАСА    | 6              | 42:18         |
| 19    | Дейвид Улф ( САЩ)           | НАСА    | 7              | 41:17         |
| 20    | Талгат Мусабаев ( Русия)    | РКА     | 7              | 41:13         |
| 21    | Пиърс Селърс ( САЩ)         | НАСА    | 6              | 41:10         |
| 22    | Сергей Крикальов ( Русия)   | РКА     | 8              | 41:08         |
| 23    | Сергей Авдеев ( Русия)      | РКА     | 8              | 41:00         |
| 24    | Пеги Уитсън ( САЩ)          | НАСА    | 6              | 39:46         |
| 25    | Даниел Тани ( САЩ)          | НАСА    | 6              | 39:11         |
| 26    | Ричард Мастрачио ( САЩ)     | НАСА    | 6              | 38:30         |
| 27    | Клейтън Андерсън ( САЩ)     | НАСА    | 6              | 38:28         |
| 28    | Виктор Афанасиев ( Русия)   | РКА     | 7              | 38:04         |
| 29    | Робърт Бенкън ( САЩ)        | НАСА    | 6              | 37:33         |
| 30    | Владимир Дежуров ( Русия)   | РКА     | 9              | 37:02         |

## Галерия
- Едуард Уайт осъществява второто излизане на човек в открития космос. Вижда се реактивния пистолет, с който астронавта прави опити за самостоятелни маневри.
- Едуин Олдрин на лунната повърхност, 21 юли 1969 г., мисия Аполо 11.
- Брюс Маккендлес осъществява първото автономно придвижване в открития космос на 7 февруари 1984 г., мисия STS-41B.
- Американски астронавт по време на излизане в откритя космос, мисия STS-112.
- Сергей Волков работи по външния корпус на МКС – 3 август 2011 г.
- Американския астронавт Стивън Робинсън работи с роботизираната ръка по време на мисия STS-114.